# Col de la Rousse
Le col de la Rousse est un col des Alpes du Sud à la limite des départements des Hautes-Alpes et des Alpes-de-Haute-Provence. Au sud-ouest d'Embrun, il domine au nord le cirque de Bragousse (caractérisé par des tours de cargneule résultant de l'érosion), l'abbaye Notre-Dame de Boscodon et le lac de Serre-Ponçon et au sud le ravin de la Blache. C'est le col le plus bas du massif du Parpaillon, ce qui en a fait une voie de passage ancestrale très fréquentée entre les communes de Crots et du Lauzet-Ubaye. Il s'élève à 2 147 m d'altitude et se situe entre le pic de Charance (2 316 m) et le Gros Ferrant (2 401 m). L'ascension se fait par un sentier de randonnée.